# Леонтьево (Гомельская область)
Леонтьево (бел. Лявонцьева) — деревня в Рассветовском сельсовете Добрушского района Гомельской области Республики Беларусь.
На юге граничит с лесом.

## География

### Расположение
В 14 км на юг от районного центра Добруш и железнодорожной станции в этом городе, в 42 км от Гомеля.

### Гидрография
Река Спонка (приток реки Сож). Озеро Леонтьево.

## Транспортная система
Транспортная связь по просёлочной, затем по автодороге Демьянки — Добруш. В деревне 7 жилых домов (2004 год). Планировка состоит из разделённых рекой частей. Застройка двухсторонняя, деревянными домами усадебного типа.

## История
В 2,5 км на юго-запад от деревни в пойме реки археологами обнаружено городище. Эта находка свидетельствует о заселении этих мест с давних времён.
По письменным источникам деревня известна с начала XVIII века как слобода в составе имения Хальч Речицком повете Минского воеводства Великого княжества Литовского во владении Чарторыйских. В 1764 году военный отряд во главе с генералом Масловым выслал из слободы Леонтьево в Сибирь всех староверов. После 1-го раздела Речи Посполитой (1772 год) в составе Российской империи. В 1776 году деревня находилась во владении фельдмаршала графа П. А. Румянцева-Задунайского, здесь располагалась корчма. С 1834 года владение фельдмаршала графа И. Ф. Паскевича. В 1816 году в Добрушской экономии Гомельского имения. В 1834 году имелись 3 часовни. В 1880 году в Вылевской волости Гомельского уезда Могилёвской губернии. В 1884 году было две деревни — Леонтьево-1 и Леонтьево-2. В обеих деревнях работали хлебозапасные магазины. Чуть позже деревни объединились. В 1897 году находился староверческий молитвенный дом.
В 1929 году организован колхоз.
Во время Великой Отечественной войны в сентябре 1943 года оккупанты сожгли 123 двора. В боях за деревню погибли 112 советских солдат и 1 партизан (похоронены в братских могилах в 2 км от деревни и на кладбище). Освобождена 29 сентября 1943 года.
В 1959 году в составе подсобного хозяйства «Дружба» с центром в деревне Дубовый Лог районного объединения «Сельхозхимия».
До 16 декабря 2009 года в составе Демьянковского сельсовета.

## Население

### Численность
- 2004 год — 7 дворов, 11 жителей

### Динамика
- 1776 год — 13 дворов, 59 жителей
- 1816 год — 30 дворов
- 1834 год — 36 дворов, 169 жителей
- 1880 год — 50 дворов
- 1897 год — 65 дворов, 334 жителя (согласно переписи)
- 1909 год — 87 дворов, 380 жителей
- 1940 год — 126 дворов
- 1959 год — 404 жителя (согласно переписи)
- 2004 год — 7 дворов, 11 жителей

## Достопримечательность
- Братская могила